# دوري الدرجة الأولى الروماني 1920–21
دوري الدرجة الأولى الروماني 1920–21 (بالرومانية: Cupa J.L.P.Niculescu/Cupa M.Zorileanu 1920-1921)‏ هو الموسم 9 من  دوري الدرجة الأولى الروماني. أقيم خلال الفترة 21 مارس 1920 وحتى 13 يونيو 1920، وأشرف على تنظيمه اتحاد رومانيا لكرة القدم، وكان عدد الأندية المشاركة فيه  7.